# Bruce Lee Rothschild
Bruce Lee Rothschild (Los Angeles, 26 de agosto de 1941) é um matemático estadunidense.
É professor da Universidade da Califórnia em Los Angeles, especialista em combinatória. Obteve um Ph.D. em 1967 na Universidade Yale, orientado por Øystein Ore.